# Mahamadou Diarra
Mahamadou Diarra (n. 18 mai 1981 in Bamako, Mali) este un fost fotbalist din Mali. Diarra si-a început cariera la echipa greaca OFI Creta . Apoi s-a dus la Vitesse . El a jucat pentru clubul francez Lyon din 2002 până în 2006 și a format un parteneriat de succes cu mijlocasul Michael Essien . A castigat patru titluri Liga 1 în timpul său la Lyon , jucând un rol-cheie în succesul echipe.
Real Madrid
După ce antrenorul Fabio Capello a semnat cu Real Madrid CF, acesta i-a solicitat președintelui Ramón Calderón semnatura a trei jucători , " Diarra , Diarra și Diarra " , Real Madrid CF s-a alăturat clubului Manchester United FC în cursa pentru semnatura lui Mahamadou Diarra, Olympique Lyonnais a spus că Mahamadou Diarra nu ar putea pleca decat pentru 40 milioane de Euro . La 18 august 2006, Real Madrid a fost de acord o taxă de 26 de milioane de € . Pe 22 august , Diarra a fost prezentat la Santiago Bernabeu de Calderón și i-a fost atribuit numărul 6.

## Titluri

### Lyon
- Ligue 1 (4): 2002-03, 2003-04, 2004-05, 2005-06
- Trofeul Campionilor (Supercupa Franţei) (4): 2003, 2004, 2005, 2006

### Real Madrid
- La Liga (2): 2006-07, 2007-08
- Supercopa de España (1): 2008-09